# Innovation Group
Die Innovation Group ist ein in 13 Ländern tätiger Dienstleister für Versicherungsunternehmen und für Flottenmanagement im Bereich Kfz-Schadenservice, IT-Lösungen und Software. Der Hauptsitz der Gruppe befindet sich in Whiteley bei Fareham im Süden Englands.

## Daten und Fakten

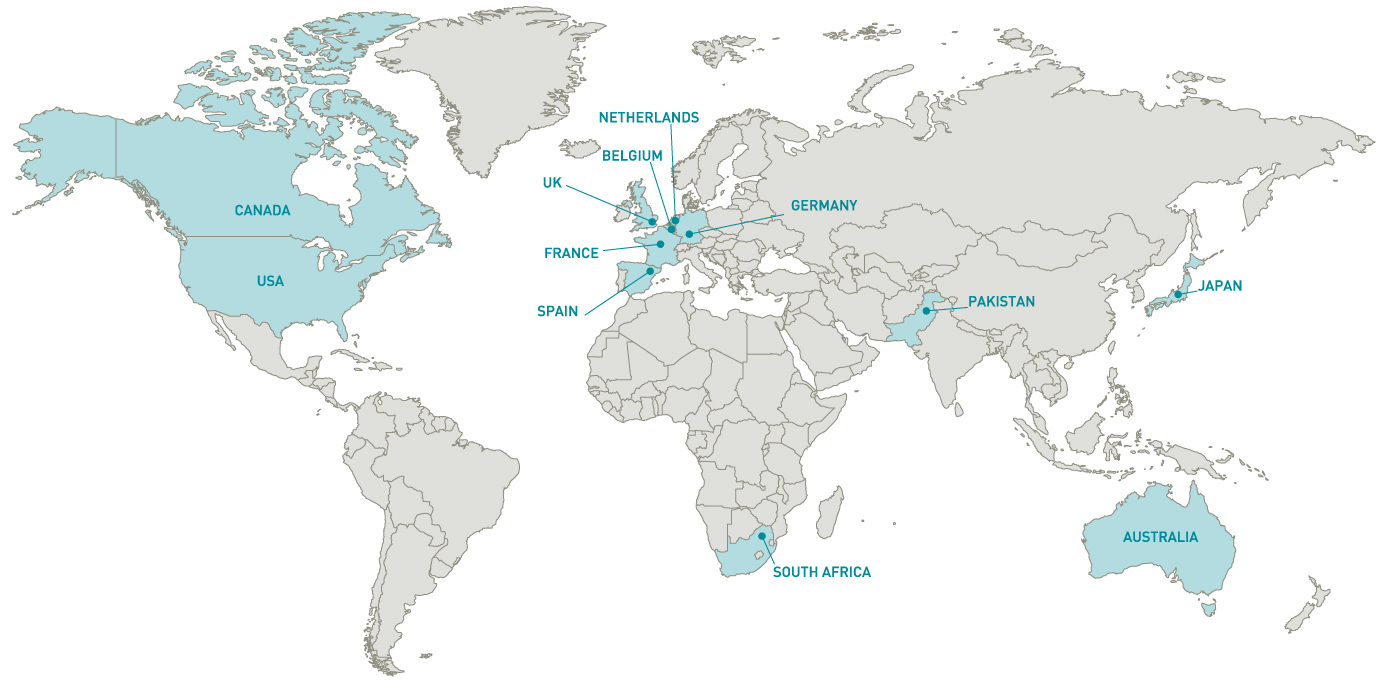
Innovation Group International (2011)

Weltweit ist das ehemals an der Londoner Börse notierte Unternehmen in 13 Ländern in Nordamerika, Europa, Asien, Südafrika und Australien aktiv und beschäftigte im Jahr 2015 rund 3.000 Mitarbeiter.

## Geschichte
Das Unternehmen wurde 1996 in Großbritannien unter dem Namen „Merlinace“ gegründet und 1999 in Innovation Group umbenannt. Im Jahr 2000 wurde die 1996 in Stuttgart gegründete Motorcare Service GmbH übernommen. Mit der Akquise des US-Unternehmens „Pyramid“ expandierte Innovation Group erstmals auf den nordamerikanischen Markt. Im selben Jahr folgten die Übernahmen der Firmen MTW, HUON, New Planet Solutions und zu 50 % eQuals Group (SA). Damit beschäftigte Innovation Group Ende 2001 über 1000 Mitarbeiter und war in Australien, Japan, USA, Deutschland und Südafrika aktiv.
Mit der Integration des auf Flotten spezialisierten Schadenmanagers Nobilas erschloss sich Innovation Group 2008 ebenfalls die Märkte in Frankreich, Spanien, Belgien, Niederlande, Luxemburg, Österreich und der Schweiz. Das jüngste Mitglied der Gruppe ist die Anfang 2011 übernommene Wintec AG, ein Autoglas-Franchise-System.
Von November 2015 bis März 2019 war das Unternehmen im Besitz der Carlyle Group. Im März 2019 übernahm ein Bankenkonsortium die Innovation Group.
Am 10. Oktober 2022 gab die Allianz X bekannt, dass man die Innovation Group Holding Ltd. zu 100 Prozent, vorbehaltlich der Genehmigung durch die zuständigen Wettbewerbs- und Regulierungsbehörden, übernehmen wird.

## Tätigkeit in Deutschland
In Deutschland liegen die Tätigkeitsschwerpunkte der Innovation Group auf dem Management von Kfz-Reparaturen für Versicherungskunden und der Bearbeitung von Kfz-Schäden für Flotten. Hierfür kooperiert das Unternehmen mit etwa 3000 Service-Partnern. Sitz der deutschen Tochtergesellschaft ist Stuttgart.
Parallel zur Gründung Motorcare-Service GmbH im Jahre 1996 in Stuttgart wurde Motorcare von verschiedenen Anwälten beim Kölner Kartellamt angezeigt. Das Kartellamt stellte fest, dass die Verträge zwischen Motorcare und ca. 130 Partnerwerkstätten gegen geltendes Recht verstießen und daher unwirksam waren. Die Verträge wurden daraufhin von Motorcare nachgebessert.